# سيرغي تيموفييف
سيرغي تيموفييف (بالروسية: Тимофеев, Сергей Владимирович)‏ هو لاعب كرة قدم روسي في مركز الدفاع، ولد في 26 يونيو 1981 في فولغوغراد في روسيا. لعب مع روتور فولغوغراد.